# Burgstall Schlott
Der Burgstall Schlott ist eine abgegangene frühmittelalterliche Niederungsburg nahe Schlott, einem Gemeindeteil des Marktes Hohenwart im Landkreis Pfaffenhofen an der Ilm von Bayern. Die Anlage wird als Bodendenkmal unter der Aktennummer D-1-7434-0067 als „Burgstall des Mittelalters“ geführt.

## Lage
Der Burgstall liegt in Niederungslage auf 409 m ü. NHN 600 m nordnordwestlich der Wegkapelle von Schlott. Im Urkataster von Bayern ist eine runde und von West nach Ost leicht ansteigende Anlage mit einem Durchmesser von 80 m zu erkennen. Die Anlage ist mit einer Ackerfläche bestanden.